# Budynek przy ulicy Powstańców 31 w Katowicach
Budynek przy ulicy Powstańców 31 w Katowicach – budynek w Katowicach, położony przy ulicy Powstańców 31, na terenie dzielnicy Śródmieście. Wzniesiony został w 1924 roku w stylu neobaroku z elementami modernizmu, a siedzibę ma w nim Zespół Wojewódzkich Przychodni Specjalistycznych w Katowicach.

## Historia

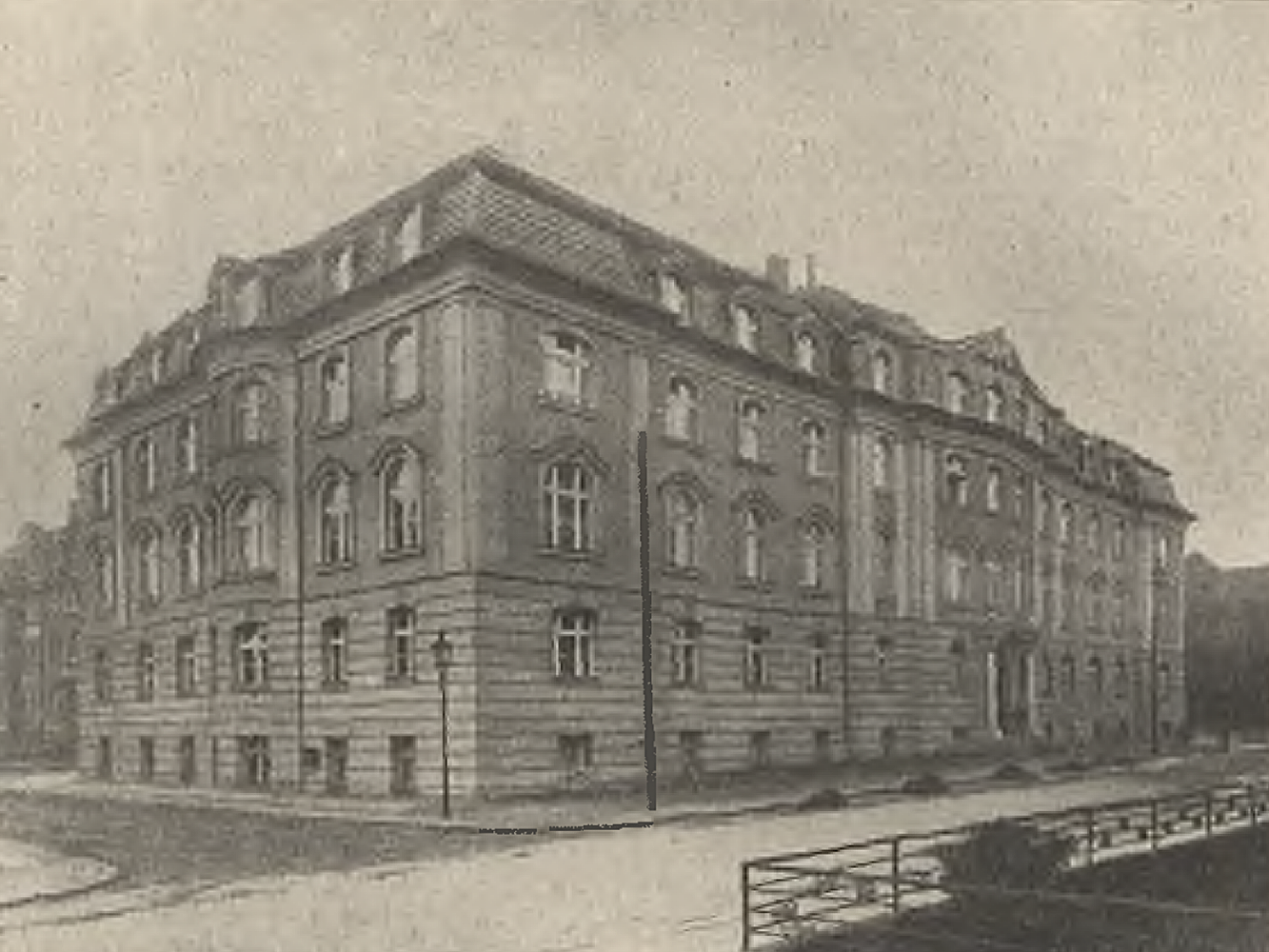
Ówczesny gmach Związku Kopalń Górnośląskich „Robur” w Katowicach na zdjęciu opublikowanym w 1927 roku

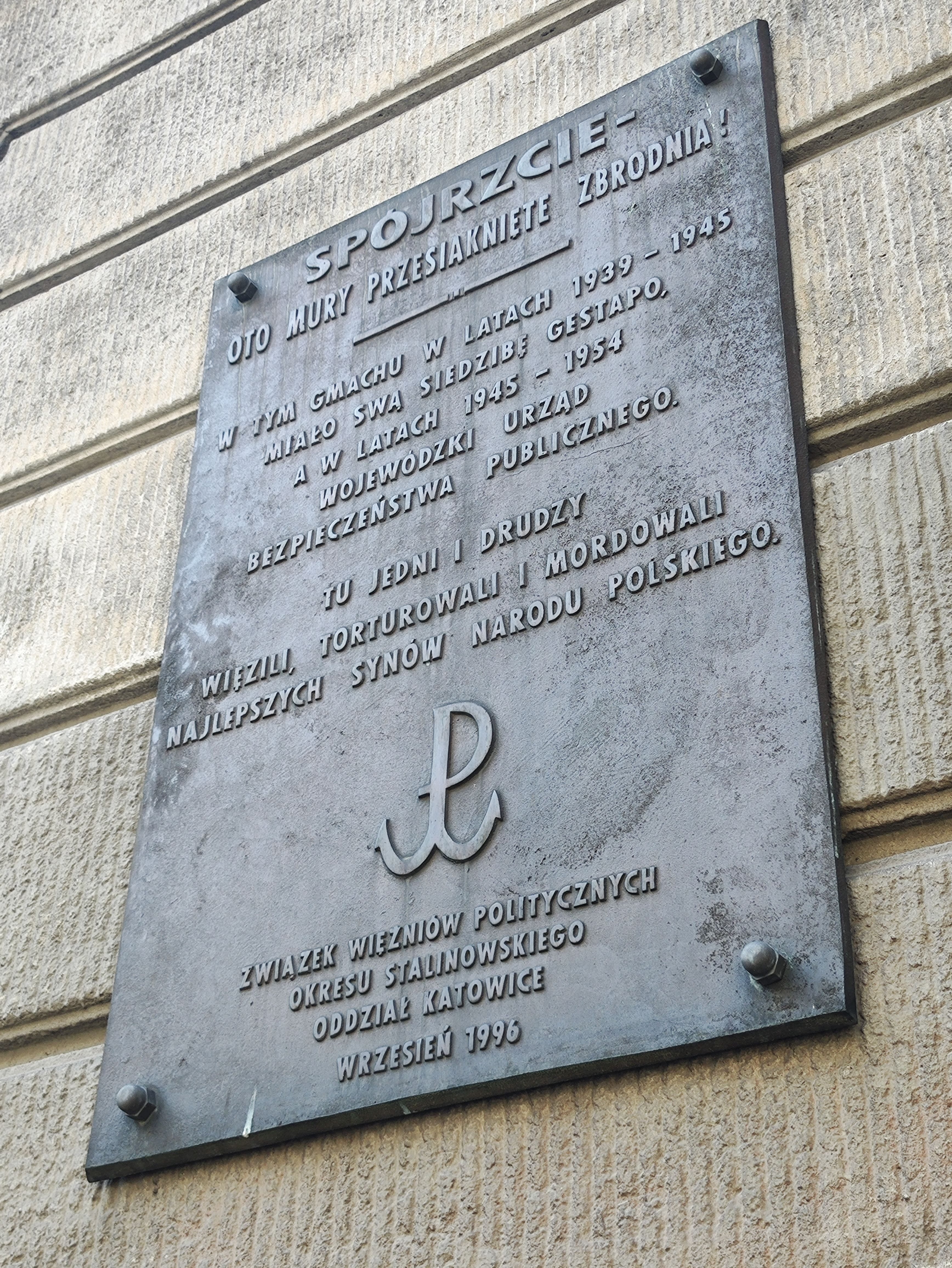
Tablica upamiętniająca Polaków torturowanych i zamordowanych w tym gmachu przez Gestapo i UB

Gmach został wzniesiony w 1924 roku dla spółki handlowej Robur, na działce pomiędzy współczesnymi ulicami Powstańców, J. Lompy i Rybnicką. Dokonywano w nim transakcji handlowych oraz prowadzono handel węglem kamiennym.
W latach 1939–1945 siedzibę miała tutaj niemiecka Tajna Policja Państwowa (niem. Geheime Staatspolizei – Gestapo). Katowickie biuro Gestapo oficjalnie utworzono 2 października 1939 roku przy ówczesnej Strasse der SA 49. Szef niemieckiej policji Heinrich Himmler okólnikiem z 7 listopada 1939 roku wyznaczył jako teren działania biura rejencję katowicką, a po utworzeniu prowincji górnośląskiej katowickie Gestapo podniesiono do rangi placówki kierowniczej. Pierwszym dowódcą został Emanuel Schäfer, a szczególnie okrutnie w historii miasta zapisał się ostatni z nich – Johannes Thümmler.
W budynku przy obecnej ulicy Powstańców 31 w Katowicach siedzibę miał także sąd doraźny (niem. Standgericht) powołany 1 czerwca 1942 roku na podstawie rozporządzenia gauleitera Fritza Brachta. Sąd ten był najważniejszym narzędziem nazistowskiego terroru na Górnym Śląsku, a kierowali nim aktualnie urzędujący szefowie katowickiego Gestapo. Kierownictwo rezydowało na piętrach budynku, a w piwnicach torturowano więźniów. Ofiarami sądu doraźnego padło około 2 tys. osób, natomiast większa była liczba osób aresztowanych – w latach 1941–1943 było ich około 12 tysięcy, z czego większość z nich prawdopodobnie przewinęła się także przez pomieszczenia śledcze i cele w gmachu Gestapo. Funkcjonariusze katowickiego Gestapo ewakuowali się tuż przed zajęciem Katowic przez Armię Czerwoną w styczniu 1945 roku.
Po II wojnie światowej, w latach 1945–1954 siedzibę miał tutaj Wojewódzki Urząd Bezpieczeństwa Publicznego w Katowicach. Został on zorganizowany pod koniec stycznia 1945 roku, a jego kierownikiem był płk Józef Jurkowski (właśc. Jungman). Ministerstwo Bezpieczeństwa Publicznego zlikwidowano w grudniu 1954 roku, a jego kompetencje podzielono pomiędzy Ministerstwo Spraw Wewnętrznych i Komitet do spraw Bezpieczeństwa Publicznego. 
Prawdopodobnie w 1954 roku gmach przy ówczesnej ulicy Powstańców 49 zmienił numerację na 31. Jeszcze w tym samym roku przeznaczono go na cele medyczne, a w piwnicach, gdzie torturowano wcześniej ludzi, umieszczono pracownie rentgenowskie. 1 stycznia 1985 roku bazie zniesionego Wojewódzkiego Szpitala Zespolonego powstał Zespół Wojewódzkich Przychodni Specjalistycznych w Katowicach, który od 1998 roku zaczął funkcjonować jako samodzielny publiczny zakład opieki zdrowotnej.
W 1996 roku na ścianie budynku wmurowano tablicę pamiątkową poświęconą pomordowanym tam Polakom, ufundowaną przez katowicki oddział Związku Więźniów Politycznych Okresu Stalinowskiego. W styczniu 2011 roku pod tą tablicą odsłonięto sześć płyt z nazwiskami mieszkańców Katowic zamordowanych w KL Auschwitz.

## Charakterystyka

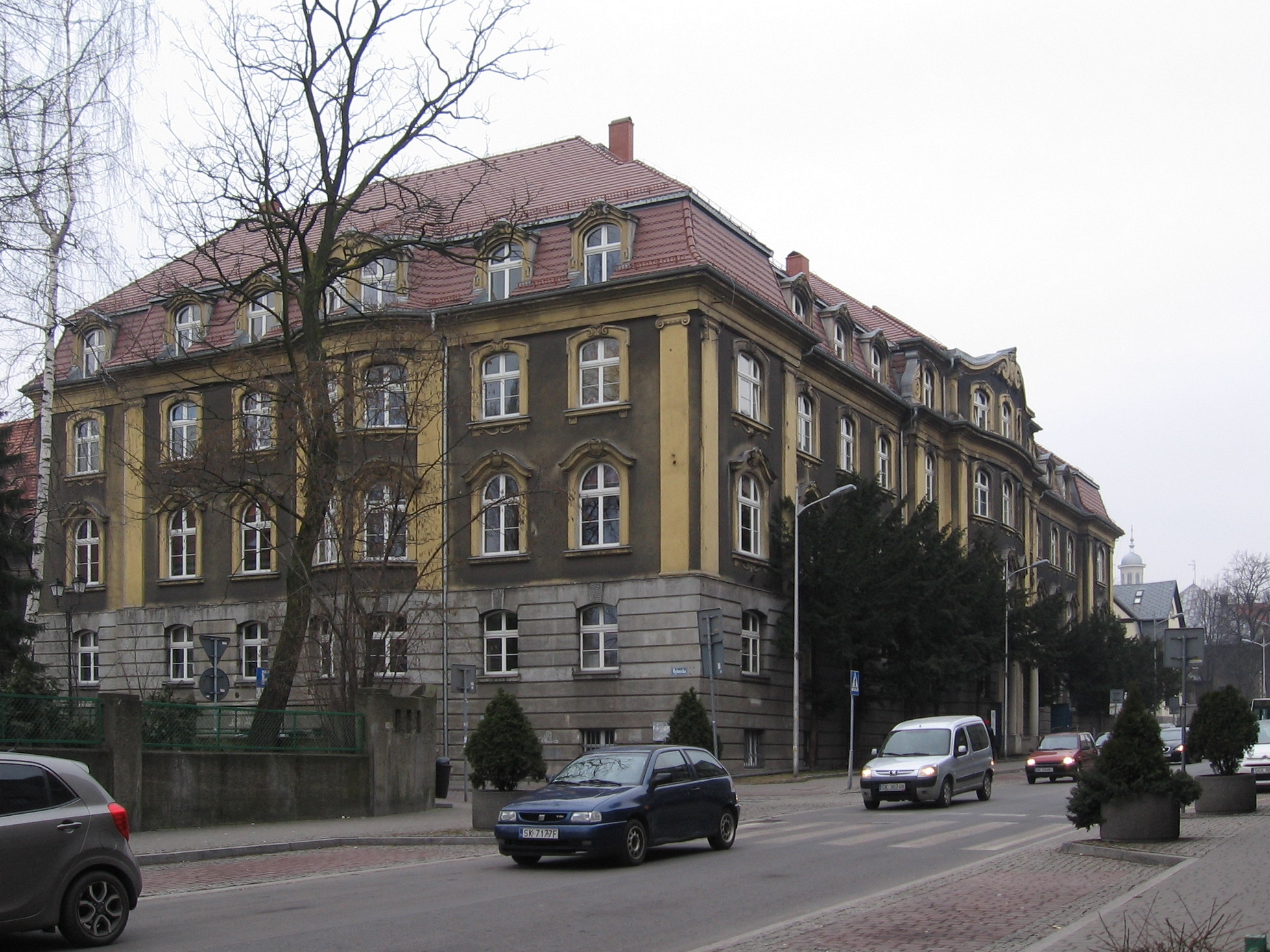
Gmach od strony wschodniej

Jest to budynek przychodni lekarskich, w którym swoją siedzibę ma Zespół Wojewódzkich Przychodni Specjalistycznych w Katowicach. Położony jest przy ulicy Powstańców 31 (róg z ulicami J. Lompy i Rybnicką) w Katowicach, na terenie dzielnicy Śródmieście.
Jest to obiekt murowany z cegły i tynkowany, czterokondygnacyjny z poddaszem, zwieńczony dachem czterospadowym mansardowym. Wzniesiony został w stylu neobaroku z elementami modernizmu (bądź w stylu neoklasycyzmu). Posiada portal kolumnowy, ozdobne obramienia okiem i mansard oraz fronton, w którym umieszczone jest godło górnicze. Dodatkowo przed głównym wejściem znajdują się schody. 
Powierzchnia zabudowy gmachu wynosi 1 299 m².
Na fasadzie budynku znajduje się tablica pamiątkowa upamiętniająca Polaków torturowanych i zamordowanych przez Gestapo i Urząd Bezpieczeństwa, a także tablice upamiętniające mieszkańców Katowic zamordowanych w KL Auschwitz.
Gmach wpisany jest do gminnej ewidencji zabytków miasta Katowice. Dodatkowo objęty jest ochroną konserwatorską na podstawie przepisów uchwalonego 28 maja 2014 roku miejscowego planu zagospodarowania przestrzennego.